# Neue Adresse Paradies
Neue Adresse Paradies ist ein deutscher Fernsehfilm von Peter Stauch aus dem Jahr 2013. Die Hauptrollen spielen Dana Golombek und Martin Brambach. Der Film wurde erstmals am 30. April 2013 im Fernsehprogramm des ZDF ausgestrahlt.

## Handlung
Bauunternehmer Stefan hat sich beruflich ziemlich verspekuliert und dadurch alles verloren. Er muss deshalb von einem Tag auf den anderen mit seiner Frau Jenny und seiner Stieftochter Natascha aus ihrem Haus ausziehen. Nur ein altes Wohnmobil, das Stefan Jenny beim vorhergehenden Weihnachtsfest geschenkt hat, ist ihnen geblieben. Mit diesem machen sie sich auf und nisten sich nächtens auf einem Campingplatz an einem See ein. Am nächsten Morgen offenbart ihnen der Campingplatz seine skurrilen, aber doch liebenswerten Bewohner.
Tochter Natascha hadert mit dem Familienschicksal, ihr ist die Situation total peinlich, zumal sie hier auch Leon, einen Jungen von ihrer Schule, trifft. Sie würde lieber zu ihrer Oma in deren Villa ziehen, anstatt auf dem Campingplatz und von Hartz IV zu leben. Die Beziehung zu ihrer besten Freundin Alina leidet darunter, da Natascha ihr nicht die Wahrheit sagen kann und sie sich Ehrlichkeit geschworen haben. Stefan ist lethargisch und hat nach dem sozialen Abstieg Probleme, wieder auf die Beine zu kommen. Jenny trifft auf dem Campingplatz ihren früheren Verehrer Christian und beschließt, in den nächsten Tagen ihre Prüfung als Heilpraktikerin zu machen. Am Tag der Prüfung bekommt sie allerdings Angst und tritt gar nicht erst an. Stefan versucht mittlerweile seine früheren Kontakte ins Rathaus von Herrsching zu nutzen, um beruflich neu anzufangen. Er hat die Idee, neben dem Campingplatz ein Naherholungsgebiet zu gestalten. Die Familie besinnt sich auf ihre ursprünglichen Werte und findet wieder zueinander.
Stefans Projekt soll umgesetzt werden, doch der zuständige Referatsleiter nutzt dies, um den Pachtvertrag mit den ungeliebten Campern zu kündigen. Die Camper würden jetzt alles verlieren; dies führt zu einem heftigen Streit zwischen Stefan und Jenny. Stefan möchte seine Familie nicht verlieren und überlegt sich einen Plan. Sie wollen den Verantwortlichen weismachen, dass auf dem Gelände Biber leben. Da diese unter Naturschutz stehen, dürfte nicht hier nicht gebaut werden. Als ihr Plan bereits zu scheitern droht, taucht tatsächlich ein Biber auf, sodass der Plan doch noch aufgeht.
In einer Rückblende von Natascha erfährt man, wie es mit der Familie weitergeht: Jenny besteht ihre Prüfung am Wiederholungstermin und fängt in einer Praxis an zu arbeiten, Stefan liefert zunächst Pizzen aus. Beide werden wenig später die neuen Pächter des Campingplatzes. Natascha kommt mit Leon zusammen und Alina versöhnt sich wieder mit ihr.

## Produktion
Gedreht wurde der Film vom 2. bis 22. Mai 2012 am Pilsensee.

## Soundtrack
Für den Soundtrack wurden unter anderem folgende Songs verwendet:
- Katie Melua (What a Wonderful World)
- Roy Orbison (Oh, Pretty Woman)
- Badly Drawn Boy (A Minor Incident, I love N.Y.E.)
- Adele (Don’t You Remember)
- Keane (Silenced by the Night)
- Bruno Mars (Count On Me)

## Rezeption

### Kritiken
Die Redaktion von TV Spielfilm bezeichnet den Film als „TV-Sozialmärchen“ und bewertet ihn mit einem Querdaumen. Es handele sich um Sozialkitsch, aber er sei „flott inszeniert, und Brummel-Brambach spielt einfach richtig unterhaltsam“.
Das Lexikon des internationalen Films urteilt: „Anspruchslose (Fernseh-)Dramödie, die holprig in Gang kommt, dann aber durchaus gut unterhält.“
Rainer Tittelbach gibt dem Film in seiner Besprechung bei tittelbach.tv insgesamt 4 von 6 Sternen. Die Darstellung des sozialen Abstiegs und der persönlichen Scham ist seiner Meinung nach überzeugend gelungen. Lobende Worte findet er für Martin Brambach, der in seinem Spiel eine Vielzahl von emotionalen Zwischentönen finde und der Rolle des Stefan dadurch eine besondere Offenheit und Ehrlichkeit gebe. Der bei Gefühlskomödien oft vorhandene peinliche Beigeschmack fehle bei diesem Film. Der Film „zeigt, wie’s gehen kann – mit dem materiellen Niedergang, dem Prinzip Gemeinschaft und dem Besinnen auf emotionale Werte“.

### Einschaltquoten
Bei seiner Erstausstrahlung im ZDF am 30. April 2013 sahen 5,22 Millionen Zuschauer den Film. Dies entsprach einem Marktanteil von 16,6 %. Die Wiederholung am 11. Juni 2015 sahen 3,27 Millionen Zuschauer (12,6 %).